# Indianapolis 500 in 2020
De 104e editie van de Indianapolis 500 werd in 2020 verreden op zondag 23 augustus op de Indianapolis Motor Speedway in Indianapolis in de staat Indiana. De race stond oorspronkelijk gepland op 24 mei, maar deze werd uitgesteld vanwege de coronapandemie. Het was de eerste keer dat de race niet op of rond Memorial Day eind mei werd gehouden.
Titelhouder Simon Pagenaud wist zijn titel niet te prolongeren en eindigde slechts als 22e. Takuma Sato, winnaar in 2017, behaalde zijn tweede zege in de race. Scott Dixon, winnaar in 2008, werd tweede, terwijl Graham Rahal zijn beste resultaat in de race wist te evenaren met een derde plaats, waar hij in 2011 al finishte.

## Inschrijvingen
Aan deze race namen acht Indy 500-winnaars mee. De titelhouder Simon Pagenaud kwam, net als Will Power (2018), uit voor het Team Penske, waar Hélio Castroneves, winnaar in 2001, 2002 en 2009, als extra coureur deelnam. Takuma Sato, winnaar in 2017, reed bij Rahal Letterman Lanigan Racing. Alexander Rossi en Ryan Hunter-Reay, die wonnen in respectievelijk 2016 en 2014, reden voor Andretti Autosport. Tony Kanaan (2013) en Scott Dixon (2008) kwamen uit voor respectievelijk A.J. Foyt Enterprises en Chip Ganassi Racing.
W = eerdere winnaar
R = rookie
| Nr | Rijders             | Team                                                          | Motor     |
| -- | ------------------- | ------------------------------------------------------------- | --------- |
| 01 | Josef Newgarden     | Team Penske                                                   | Chevrolet |
| 03 | Hélio Castroneves W | Team Penske                                                   | Chevrolet |
| 04 | Charlie Kimball     | A.J. Foyt Enterprises                                         | Chevrolet |
| 05 | Patricio O'Ward R   | Arrow McLaren SP                                              | Chevrolet |
| 07 | Oliver Askew R      | Arrow McLaren SP                                              | Chevrolet |
| 08 | Marcus Ericsson     | Chip Ganassi Racing                                           | Honda     |
| 09 | Scott Dixon W       | Chip Ganassi Racing                                           | Honda     |
| 10 | Felix Rosenqvist    | Chip Ganassi Racing                                           | Honda     |
| 12 | Will Power W        | Team Penske                                                   | Chevrolet |
| 14 | Tony Kanaan W       | A.J. Foyt Enterprises                                         | Chevrolet |
| 15 | Graham Rahal        | Rahal Letterman Lanigan Racing                                | Honda     |
| 18 | Santino Ferrucci    | Dale Coyne Racing with Vasser-Sullivan                        | Honda     |
| 20 | Ed Carpenter        | Ed Carpenter Racing                                           | Chevrolet |
| 21 | Rinus VeeKay R      | Ed Carpenter Racing                                           | Chevrolet |
| 22 | Simon Pagenaud W    | Team Penske                                                   | Chevrolet |
| 24 | Sage Karam          | Dreyer & Reinbold Racing                                      | Chevrolet |
| 26 | Zach Veach          | Andretti Autosport                                            | Honda     |
| 27 | Alexander Rossi W   | Andretti Autosport                                            | Honda     |
| 28 | Ryan Hunter-Reay W  | Andretti Autosport                                            | Honda     |
| 29 | James Hinchcliffe   | Andretti Autosport                                            | Honda     |
| 30 | Takuma Sato W       | Rahal Letterman Lanigan Racing                                | Honda     |
| 41 | Dalton Kellett R    | A.J. Foyt Enterprises                                         | Chevrolet |
| 45 | Spencer Pigot       | Ed Carpenter Racing                                           | Chevrolet |
| 47 | Conor Daly          | Ed Carpenter Racing                                           | Chevrolet |
| 51 | James Davison       | Dale Coyne Racing with Rick Ware Racing and Byrd Belardi      | Honda     |
| 55 | Álex Palou R        | Dale Coyne Racing with Team Goh                               | Honda     |
| 59 | Max Chilton         | Carlin                                                        | Chevrolet |
| 60 | Jack Harvey         | Meyer Shank Racing                                            | Honda     |
| 66 | Fernando Alonso     | Arrow McLaren SP                                              | Chevrolet |
| 67 | J.R. Hildebrand     | Dreyer & Reinbold Racing                                      | Chevrolet |
| 81 | Ben Hanley          | DragonSpeed                                                   | Chevrolet |
| 88 | Colton Herta        | Andretti Harding Steinbrenner Autosport                       | Honda     |
| 98 | Marco Andretti      | Andretti-Herta Autosport with Marco Andretti & Curb-Agajanian | Honda     |

## Kwalificatie

### Dag 1 - Zaterdag 15 augustus
De snelste negen coureurs gingen door naar de Fast Nine Shootout op zondag 16 augustus. De coureurs op de plaatsen 10 tot en met 30 starten vanaf deze posities.
| Positie             | Nr                  | Rijder                | Team                                                          | Motor               | Snelheid (m/h)      |
| Fast Nine Shooutout | Fast Nine Shooutout | Fast Nine Shooutout   | Fast Nine Shooutout                                           | Fast Nine Shooutout | Fast Nine Shooutout |
| ------------------- | ------------------- | --------------------- | ------------------------------------------------------------- | ------------------- | ------------------- |
| 1                   | 98                  | Marco Andretti        | Andretti Herta Autosport with Marco Andretti & Curb-Agajanian | Honda               | 231.351             |
| 2                   | 28                  | Ryan Hunter-Reay (W)  | Andretti Autosport                                            | Honda               | 231.330             |
| 3                   | 27                  | Alexander Rossi (W)   | Andretti Autosport                                            | Honda               | 231.268             |
| 4                   | 29                  | James Hinchcliffe     | Andretti Autosport                                            | Honda               | 231.195             |
| 5                   | 09                  | Scott Dixon (W)       | Chip Ganassi Racing                                           | Honda               | 231.155             |
| 6                   | 21                  | Rinus VeeKay (R)      | Ed Carpenter Racing                                           | Chevrolet           | 231.114             |
| 7                   | 55                  | Álex Palou (R)        | Dale Coyne Racing with Team Goh                               | Honda               | 231.034             |
| 8                   | 15                  | Graham Rahal          | Rahal Letterman Lanigan Racing                                | Honda               | 230.822             |
| 9                   | 30                  | Takuma Sato (W)       | Rahal Letterman Lanigan Racing                                | Honda               | 230.792             |
| Posities 10–33      |                     |                       |                                                               |                     |                     |
| 10                  | 88                  | Colton Herta          | Andretti Harding Steinbrenner Autosport                       | Honda               | 230.775             |
| 11                  | 08                  | Marcus Ericsson       | Chip Ganassi Racing                                           | Honda               | 230.566             |
| 12                  | 45                  | Spencer Pigot         | Rahal Letterman Lanigan Racing                                | Honda               | 230.539             |
| 13                  | 01                  | Josef Newgarden       | Team Penske                                                   | Chevrolet           | 230.296             |
| 14                  | 10                  | Felix Rosenqvist      | Chip Ganassi Racing                                           | Honda               | 230.254             |
| 15                  | 05                  | Patricio O'Ward (R)   | Arrow McLaren SP                                              | Chevrolet           | 230.213             |
| 16                  | 20                  | Ed Carpenter          | Ed Carpenter Racing                                           | Chevrolet           | 230.211             |
| 17                  | 26                  | Zach Veach            | Andretti Autosport                                            | Honda               | 229.961             |
| 18                  | 47                  | Conor Daly            | Ed Carpenter Racing                                           | Chevrolet           | 229.955             |
| 19                  | 18                  | Santino Ferrucci      | Dale Coyne Racing with Vasser-Sullivan                        | Honda               | 229.924             |
| 20                  | 60                  | Jack Harvey           | Meyer Shank Racing                                            | Honda               | 229.861             |
| 21                  | 07                  | Oliver Askew (R)      | Arrow McLaren SP                                              | Chevrolet           | 229.760             |
| 22                  | 12                  | Will Power (W)        | Team Penske                                                   | Chevrolet           | 229.701             |
| 23                  | 14                  | Tony Kanaan (W)       | A.J. Foyt Enterprises                                         | Chevrolet           | 229.154             |
| 24                  | 41                  | Dalton Kellett (R)    | A.J. Foyt Enterprises                                         | Chevrolet           | 228.880             |
| 25                  | 22                  | Simon Pagenaud (W)    | Team Penske                                                   | Chevrolet           | 228.836             |
| 26                  | 66                  | Fernando Alonso       | Arrow McLaren SP                                              | Chevrolet           | 228.768             |
| 27                  | 51                  | James Davison         | Dale Coyne Racing with Rick Ware Racing & Byrd Belardi        | Honda               | 228.747             |
| 28                  | 03                  | Hélio Castroneves (W) | Team Penske                                                   | Chevrolet           | 228.373             |
| 29                  | 04                  | Charlie Kimball       | A.J. Foyt Enterprises                                         | Chevrolet           | 227.758             |
| 30                  | 59                  | Max Chilton           | Carlin                                                        | Chevrolet           | 227.303             |
| 31                  | 24                  | Sage Karam            | Dreyer & Reinbold Racing                                      | Chevrolet           | 227.224             |
| 32                  | 48                  | J.R. Hildebrand       | Dreyer & Reinbold Racing                                      | Chevrolet           | 226.341             |
| 33                  | 81                  | Ben Hanley            | DragonSpeed                                                   | Chevrolet           | 222.917             |
| Officiële uitslag   |                     |                       |                                                               |                     |                     |

### Dag 2 - Zondag 16 augustus
| Positie           | Nr        | Rijder               | Team                                                          | Motor     | Snelheid (m/h) | Punten    |
| Fast Nine         | Fast Nine | Fast Nine            | Fast Nine                                                     | Fast Nine | Fast Nine      | Fast Nine |
| ----------------- | --------- | -------------------- | ------------------------------------------------------------- | --------- | -------------- | --------- |
| 1                 | 98        | Marco Andretti       | Andretti Herta Autosport with Marco Andretti & Curb-Agajanian | Honda     | 231.068        | 9         |
| 2                 | 09        | Scott Dixon (W)      | Chip Ganassi Racing                                           | Honda     | 231.051        | 8         |
| 3                 | 30        | Takuma Sato (W)      | Rahal Letterman Lanigan Racing                                | Honda     | 230.725        | 7         |
| 4                 | 21        | Rinus VeeKay (R)     | Ed Carpenter Racing                                           | Chevrolet | 230.704        | 6         |
| 5                 | 28        | Ryan Hunter-Reay (W) | Andretti Autosport                                            | Honda     | 230.648        | 5         |
| 6                 | 29        | James Hinchcliffe    | Andretti Autosport                                            | Honda     | 229.870        | 4         |
| 7                 | 55        | Álex Palou (R)       | Dale Coyne Racing with Team Goh                               | Honda     | 229.676        | 3         |
| 8                 | 15        | Graham Rahal         | Rahal Letterman Lanigan Racing                                | Honda     | 229.380        | 2         |
| 9                 | 27        | Alexander Rossi (W)  | Andretti Autosport                                            | Honda     | 229.234        | 1         |
| Officiële uitslag |           |                      |                                                               |           |                |           |

## Startgrid
| Rij | Binnen | Binnen                | Midden | Midden               | Buiten | Buiten              |
| --- | ------ | --------------------- | ------ | -------------------- | ------ | ------------------- |
| 1   | 98     | Marco Andretti        | 9      | Scott Dixon (W)      | 30     | Takuma Sato (W)     |
| 2   | 21     | Rinus VeeKay (R)      | 28     | Ryan Hunter-Reay (W) | 29     | James Hinchcliffe   |
| 3   | 55     | Álex Palou (R)        | 15     | Graham Rahal         | 27     | Alexander Rossi (W) |
| 4   | 88     | Colton Herta          | 8      | Marcus Ericsson      | 45     | Spencer Pigot       |
| 5   | 1      | Josef Newgarden       | 10     | Felix Rosenqvist     | 5      | Patricio O'Ward (R) |
| 6   | 20     | Ed Carpenter          | 26     | Zach Veach           | 47     | Conor Daly          |
| 7   | 18     | Santino Ferrucci      | 60     | Jack Harvey          | 7      | Oliver Askew (R)    |
| 8   | 12     | Will Power (W)        | 14     | Tony Kanaan (W)      | 41     | Dalton Kellett (R)  |
| 9   | 22     | Simon Pagenaud (W)    | 66     | Fernando Alonso      | 51     | James Davison       |
| 10  | 3      | Hélio Castroneves (W) | 4      | Charlie Kimball      | 59     | Max Chilton         |
| 11  | 24     | Sage Karam            | 67     | J.R. Hildebrand      | 81     | Ben Hanley          |

- (W) = Voormalig Indianapolis 500 winnaars
- (R) = Indianapolis 500 rookie

## Race-uitslag
| Positie           | Nr | Rijder                | Team                                                          | Motor     | Ronden | Tijd/Opgave | Pitstops | Grid | Ronden aan de leiding | Punten |
| ----------------- | -- | --------------------- | ------------------------------------------------------------- | --------- | ------ | ----------- | -------- | ---- | --------------------- | ------ |
| 1                 | 30 | Takuma Sato (W)       | Rahal Letterman Lanigan Racing                                | Honda     | 200    | 3:10:05.088 | 5        | 3    | 27                    | 108    |
| 2                 | 09 | Scott Dixon (W)       | Chip Ganassi Racing                                           | Honda     | 200    | +0.0577     | 5        | 2    | 111                   | 91     |
| 3                 | 15 | Graham Rahal          | Rahal Letterman Lanigan Racing                                | Honda     | 200    | +0.0953     | 5        | 8    | 0                     | 72     |
| 4                 | 18 | Santino Ferrucci      | Dale Coyne Racing with Vasser-Sullivan                        | Honda     | 200    | +0.3929     | 5        | 19   | 1                     | 65     |
| 5                 | 01 | Josef Newgarden       | Team Penske                                                   | Chevrolet | 200    | +1.6619     | 5        | 13   | 0                     | 60     |
| 6                 | 05 | Patricio O'Ward (R)   | Arrow McLaren SP                                              | Chevrolet | 200    | +3.2496     | 5        | 15   | 0                     | 56     |
| 7                 | 29 | James Hinchcliffe     | Andretti Autosport                                            | Honda     | 200    | +4.2694     | 5        | 6    | 1                     | 57     |
| 8                 | 88 | Colton Herta          | Andretti Harding Steinbrenner Autosport                       | Honda     | 200    | +5.1918     | 5        | 10   | 1                     | 49     |
| 9                 | 60 | Jack Harvey           | Meyer Shank Racing                                            | Honda     | 200    | +6.8131     | 5        | 20   | 0                     | 44     |
| 10                | 28 | Ryan Hunter-Reay (W)  | Andretti Autosport                                            | Honda     | 200    | +7.9613     | 5        | 5    | 0                     | 45     |
| 11                | 03 | Hélio Castroneves (W) | Team Penske                                                   | Chevrolet | 200    | +10.3143    | 7        | 28   | 0                     | 38     |
| 12                | 10 | Felix Rosenqvist      | Chip Ganassi Racing                                           | Honda     | 200    | +13.9668    | 6        | 14   | 8                     | 37     |
| 13                | 98 | Marco Andretti        | Andretti Herta Autosport with Marco Andretti & Curb-Agajanian | Honda     | 200    | +16.0657    | 5        | 1    | 0                     | 43     |
| 14                | 12 | Will Power (W)        | Team Penske                                                   | Chevrolet | 200    | +17.6439    | 6        | 22   | 2                     | 33     |
| 15                | 26 | Zach Veach            | Andretti Autosport                                            | Honda     | 200    | +19.3960    | 6        | 17   | 14                    | 31     |
| 16                | 48 | J.R. Hildebrand       | Dreyer & Reinbold Racing                                      | Chevrolet | 200    | +20.2342    | 8        | 32   | 0                     | 28     |
| 17                | 59 | Max Chilton           | Carlin                                                        | Chevrolet | 200    | +21.4917    | 9        | 30   | 0                     | 26     |
| 18                | 04 | Charlie Kimball       | A.J. Foyt Enterprises                                         | Chevrolet | 200    | +24.7017    | 6        | 29   | 0                     | 24     |
| 19                | 14 | Tony Kanaan (W)       | A.J. Foyt Enterprises                                         | Chevrolet | 199    | +1 ronde    | 5        | 23   | 0                     | 22     |
| 20                | 21 | Rinus VeeKay (R)      | Ed Carpenter Racing                                           | Chevrolet | 199    | +1 ronde    | 7        | 4    | 0                     | 26     |
| 21                | 66 | Fernando Alonso       | Arrow McLaren SP                                              | Chevrolet | 199    | +1 ronde    | 7        | 26   | 0                     | 18     |
| 22                | 22 | Simon Pagenaud (W)    | Team Penske                                                   | Chevrolet | 198    | +2 ronden   | 9        | 25   | 14                    | 17     |
| 23                | 81 | Ben Hanley            | DragonSpeed                                                   | Chevrolet | 198    | +2 ronden   | 9        | 33   | 0                     | 14     |
| 24                | 24 | Sage Karam            | Dreyer & Reinbold Racing                                      | Chevrolet | 198    | +2 ronden   | 8        | 31   | 0                     | 12     |
| 25                | 45 | Spencer Pigot         | Rahal Letterman Lanigan Racing                                | Honda     | 194    | Ongeluk     | 6        | 12   | 0                     | 10     |
| 26                | 20 | Ed Carpenter          | Ed Carpenter Racing                                           | Chevrolet | 187    | +13 ronden  | 8        | 16   | 0                     | 10     |
| 27                | 27 | Alexander Rossi (W)   | Andretti Autosport                                            | Honda     | 143    | Ongeluk     | 4        | 9    | 17                    | 12     |
| 28                | 55 | Álex Palou (R)        | Dale Coyne Racing with Team Goh                               | Honda     | 121    | Ongeluk     | 3        | 7    | 0                     | 13     |
| 29                | 47 | Conor Daly            | Ed Carpenter Racing                                           | Chevrolet | 91     | Ongeluk     | 3        | 18   | 0                     | 10     |
| 30                | 07 | Oliver Askew (R)      | Arrow McLaren SP                                              | Chevrolet | 91     | Ongeluk     | 4        | 21   | 4                     | 11     |
| 31                | 41 | Dalton Kellett (R)    | A.J. Foyt Enterprises                                         | Chevrolet | 82     | Ongeluk     | 2        | 24   | 0                     | 10     |
| 32                | 08 | Marcus Ericsson       | Chip Ganassi Racing                                           | Honda     | 24     | Ongeluk     | 0        | 11   | 0                     | 10     |
| 33                | 51 | James Davison         | Dale Coyne Racing with Rick Ware Racing & Byrd Belardi        | Honda     | 4      | Mechanisch  | 0        | 27   | 0                     | 10     |
| Officiële uitslag |    |                       |                                                               |           |        |             |          |      |                       |        |

1911 · 1912 · 1913 · 1914 · 1915 · 1916 · 1917 · 1918 · 1919 · 1920 · 1921 · 1922 · 1923 · 1924 · 1925 · 1926 · 1927 · 1928 · 1929 · 1930 · 1931 · 1932 · 1933 · 1934 · 1935 · 1936 · 1937 · 1938 · 1939 · 1940 · 1941 · 1942 · 1943 · 1944 · 1945 · 1946 · 1947 · 1948 · 1949 · 1950 · 1951 · 1952 · 1953 · 1954 · 1955 · 1956 · 1957 · 1958 · 1959 · 1960 · 1961 · 1962 · 1963 · 1964 · 1965 · 1966 · 1967 · 1968 · 1969 · 1970 · 1971 · 1972 · 1973 · 1974 · 1975 · 1976 · 1977 · 1978 · 1979 · 1980 · 1981 · 1982 · 1983 · 1984 · 1985 · 1986 · 1987 · 1988 · 1989 · 1990 · 1991 · 1992 · 1993 · 1994 · 1995 · 1996 · 1997 · 1998 · 1999 · 2000 · 2001 · 2002 · 2003 · 2004 · 2005 · 2006 · 2007 · 2008 · 2009 · 2010 · 2011 · 2012 · 2013 · 2014 · 2015 · 2016 · 2017 · 2018 · 2019 · 2020 · 2021 · 2022 · 2023 · 2024